# Drăgoești, Vâlcea
Drăgoești là một xã thuộc hạt Vâlcea, România. Dân số thời điểm năm 2002 là 2404 người.